# Wood (cràter)

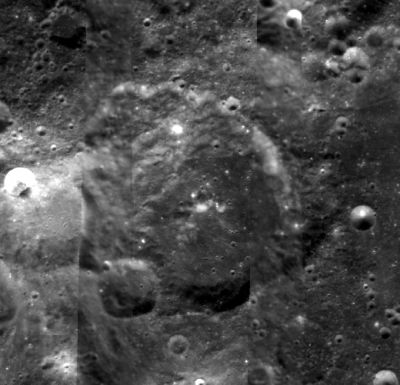
Fotografia de la missió Clementine (1994)

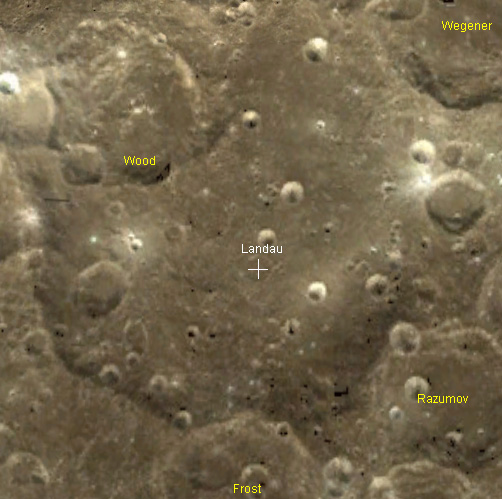
Captura de pantalla del programa World Wind Moon 1.3.

Wood és un cràter d'impacte que es troba completament dins de l'interior de la plana emmurallada molt més gran del cràter Landau, en la cara oculta de la Lluna. Està situat en la part nord-oest del sòl de Landau, amb el qual comparteix una vora comuna al nord-oest.

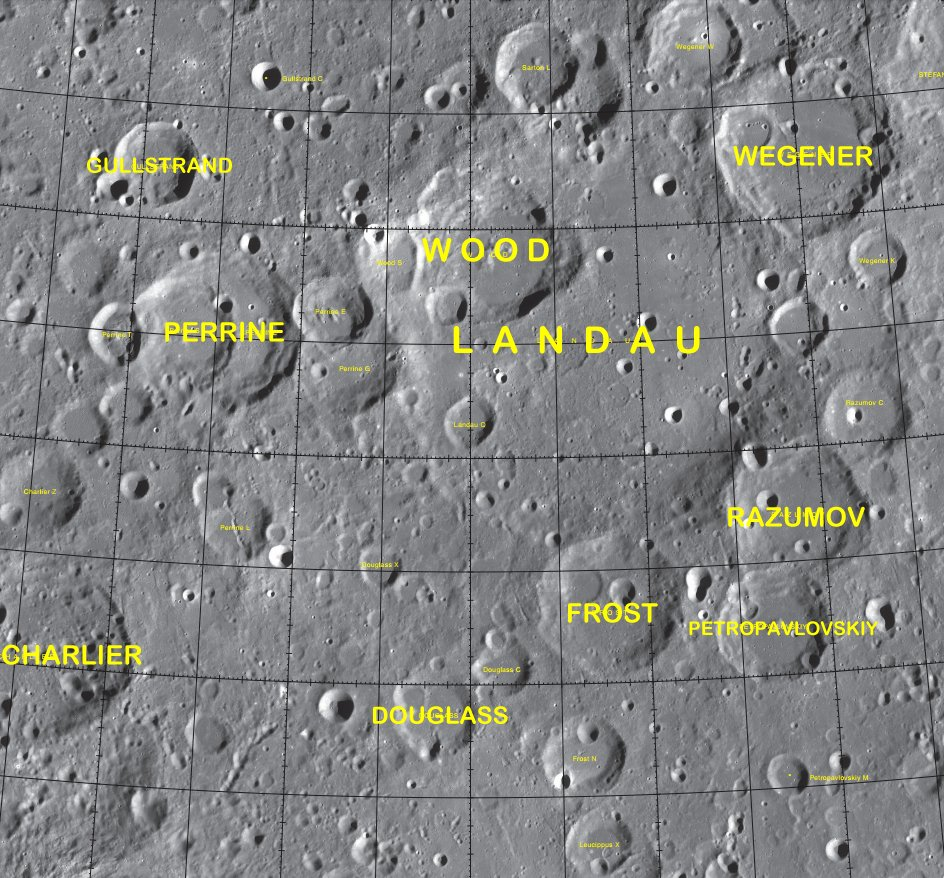
Entorn de Wood

La paret interior del costat nord-oest s'estén cap a l'interior, fins a aconseguir aproximadament la meitat de la distància fins al punt mitjà del cràter, on es localitza un pic central. La vora de Wood apareix un poc desgastada i desigual, amb un petit cràter a sobre la secció sud-oest. El sòl interior supervivent està gairebé anivellat i està marcat tan sols per uns petits impactes.
Wood es troba en el marge aproximat de la Conca Coulomb-Sarton, un cràter d'impacte de 530 km d'ample del Període Pre-Nectàric.

## Cràters satèl·lit
Per convenció aquests elements són identificats en els mapes lunars posant la lletra en el costat del punt mitjà del cràter que està més prop de Wood.
|      | \| Wood \| Coordenades \| Diàmetre \| \| ---- \| ---------------------------------------- \| -------- \| \| S \| 43° 28′ N, 124° 01′ O / 43.46°N,124.01°O \| 34.0 km \| \| T \| 43° 55′ N, 124° 19′ O / 43.91°N,124.32°O \| 10.5 km \| |          |
| Wood | Coordenades | Diàmetre |
| S    | 43° 28′ N, 124° 01′ O / 43.46°N,124.01°O | 34.0 km  |
| T    | 43° 55′ N, 124° 19′ O / 43.91°N,124.32°O | 10.5 km  |

El cràter satèl·lit Wood T va ser aprovat per la UAI el 25 de juny de 2017.